# Pilosocereus sublanatus
Pilosocereus sublanatus là một loài thực vật có hoa trong họ Cactaceae. Loài này được (Salm-Dyck) Byles & G.D. Rowley miêu tả khoa học đầu tiên năm 1957.